# Hexorthodes jocosa
Hexorthodes jocosa är en fjärilsart som beskrevs av Barnes och Mcdunnough 1916. Hexorthodes jocosa ingår i släktet Hexorthodes och familjen nattflyn. Inga underarter finns listade i Catalogue of Life.